# 당신의 하우스헬퍼
《당신의 하우스헬퍼》는 2018년 7월 4일부터 2018년 8월 29일까지 KBS 2TV에서 방송된 수목 미니시리즈이다.
당초 2018년 6월 20일부터 방영할 예정이었지만, 2018년 FIFA 월드컵 중계 방송 관계로, 2018년 7월 4일부터 방영을 개시하였다.

## 등장 인물

### 주요 인물
- 하석진 : 김지운 역 - 하우스 헬퍼(5년 차 ‘남자 가정부’ 겸 ‘정리 컨설턴트’)
- 보나 : 임다영 역 (아역 : 최명빈) - 상아, 소미의 고등학교 절친. 몽돌삼총사. 광고회사 팜기획 늦깎이 인턴
- 이지훈 : 권진국 역 - 변호사
- 고원희 : 윤상아 역 (아역 : 김다인) - 주얼리 디자이너. 다영, 소미의 고등학교 절친. 몽돌삼총사
- 서은아 : 한소미 역 - 네일샵 운영. 다영, 상아의 고등학교 절친. 몽돌삼총사
- 전수진 : 강혜주 역 - 악세사리 매장 운영. 몽돌삼총사의 고교동창생

### 지운의 주변인물
- 조희봉 : 고태수 역 - 카페 go 주인
- 연준석 : 박가람 역 - 카페 go 직원

### 다영의 주변인물
- 윤주상 : 장용건 역 - 다영의 이웃할아버지

### 다영 회사 관련
- 정석용 : 조팀장 역 - 기획 팀장
- 이민영 : 안진홍 역 - 차장
- 임지규 : 오윤기 역 - 대리
- 김민석 : 서호기 역 - 대리. 팀에서 제일가는 개인주의자. 뷰티케어 및 여성용품 쪽 광고 베테랑
- 송상은 : 백장미 역 - 별명 방송국
- 이노아 : 최나리 역 - 공채 정직원. 실질적 팀의 막내

### 혜주의 주변인물
- 이도겸 : 방철수 역 - 혜주와 악세사리 매장 운영

### 그 외 인물
- 황정민
- 이태검
- 김효원 : 임현석 역 - 다영의 아버지
- 하진 : 주부 역
- 신하준 : 남편 역
- 이소미 : 셀럽 1 역
- 안규림 : 셀럽 역
- 오규식 : 셀럽 3 역
- 이주영 : 디자이너 역
- 유일한 : 쇼매니저 역
- 강민주 : 모델1 역
- 최진우
- 김윤주 : 여자 역
- 신선희 : 건물주 아줌마 역
- 정서연 : 아이 엄마 역
- 이은석 : 아이 아빠 역
- 엄지만 : 경찰 1 역
- 고만규 : 경찰 2 역
- 구름이 : 또복이 역
- 이칸희 : 소미 모 역
- 오기영 : 형사 1 역
- 차상미 : 매장 주인 역
- 이연선 : 상인 1 역
- 김지선 : 상인 2 역
- 이하나 : 제작팀 역
- 박수민 : 손님 역
- 이재은 : 여사장 역
- 김문진 : 노동자 역
- 이무녕 : 아저씨 역
- 남상란 : 구경녀 1 역
- 노혜선
- 김성훈 : 용준 친구 역
- 이상옥 : 아주마 역
- 전윤민 : 혜민 역
- 이가경 : 여손님 1 역
- 안수빈 : 여손님 2 역
- 강철성 : 의사 역
- 조수지 : 어린 태희 역
- 김영미 : 선생님 역
- 이나윤
- 한송희 : 여친구 2 역
- 유제건 : 남친구 1 역
- 송인섭 : 백화점직원 역
- 성정화 : 친구 1 역
- 유민주 : 친구 2 역
- 양소연 : 와인직원 역
- 이현욱 : 기석 역
- 안수호 : 취객 역
- 윤복성 : 임원 1 역
- 이윤상 : 임원 2 역
- 유준아 : 손님 1 역
- 장인서
- 이신성 : 유한길 역 - 실버라이트 홍보팀 과장
- 김남진 : 고모 1 역
- 김영희 : 고모 2 역
- 김오복 : 인턴 역
- 이아진 : 여의사 역
- 김정희 : 여의사 2 역
- 서동규 : 약사 역
- 천예원
- 진영범
- 최현아 : 점원 역
- 공상아 : 민호 모 역
- 설우형 : 민호 역
- 이가현 : 민지 역
- 김학선 : 천사장 역 - 상아의 회사 대표
- 김준의 : 안유찬 역 - 진홍의 아들
- 박용
- 옥주리
- 마민희
- 장인섭 : 소미 의붓오빠

### 특별출연
- 홍석천
- 김아랑
- 김선호 : 용준 역 - 상아의 전 남자친구
- 해령
- 조항리
- 채수빈
- 심이영 : 이소희 역 - 지운의 전 여자친구

## 사운드 트랙
| #   | 제목                        | 가수           | 재생 시간 |
| --- | --------------------------- | -------------- | --------- |
| 1.  | 〈좋은 하루〉               | 새벽공방       |           |
| 2.  | 〈너라는 바다〉             | 산체스         |           |
| 3.  | 〈고양이 집사〉             | ABRY           |           |
| 4.  | 〈Someday〉                 | 장나라         |           |
| 5.  | 〈Smile Again〉             | 주니엘         |           |
| 6.  | 〈You You〉                 | 팍스차일드     |           |
| 7.  | 〈치워줄게요 (Feat. RUNY)〉 | 위드           |           |
| 8.  | 〈Overture〉                | 박성진, 최민창 |           |
| 9.  | 〈Ghost House〉             | 박성진, 최민창 |           |
| 10. | 〈Tear Drop〉               | 최민창         |           |
| 11. | 〈Flashback〉               | 최민창         |           |
| 12. | 〈Sudden Flower〉           | 박성진         |           |
| 13. | 〈Last Scene〉              | 최민창         |           |
| 14. | 〈Ghost House Reggae〉      | 박성진, 최민창 |           |
| 15. | 〈Fussy〉                   | 최민창         |           |

## 촬영지
- 재능문화센터
- 믹스앤몰트
- 보테가마지오
- 반포대교
- 한강대교
- 더스테이트룸
- 원효대교
- 성산대교
- 아침고요수목원 - 달빛정원

## 시청률
최저 시청률과 최고 시청률은 시청률 조사회사와 지역별로 시청률에 차이가 있을 수 있습니다.
| 2018년 | 2018년   | 2018년         | 2018년       | 2018년         | 2018년       |
| 회차   | 방송일   | TNmS 시청률    | TNmS 시청률  | AGB 시청률     | AGB 시청률   |
| 회차   | 방송일   | 대한민국(전국) | 서울(수도권) | 대한민국(전국) | 서울(수도권) |
| ------ | -------- | -------------- | ------------ | -------------- | ------------ |
| 제1회  | 7월 4일  | 4.5%           | 5.2%         | 4.1%           | 4.8%         |
| 제2회  | 7월 4일  | 4.6%           | 5.3%         | 4.1%           | 4.9%         |
| 제3회  | 7월 5일  | 3.5%           | 4.0%         | 3.2%           | 3.6%         |
| 제4회  | 7월 5일  | 4.4%           | 4.9%         | 4.0%           | 4.7%         |
| 제5회  | 7월 11일 | 4.0%           | 4.3%         | 3.6%           | 3.8%         |
| 제6회  | 7월 11일 | 4.7%           | 5.1%         | 4.3%           | 4.9%         |
| 제7회  | 7월 12일 | 3.6%           | 4.0%         | 3.2%           | 3.7%         |
| 제8회  | 7월 12일 | 4.3%           | 4.7%         | 3.9%           | 4.4%         |
| 제9회  | 7월 18일 | 4.1%           | 4.5%         | 3.7%           | 4.3%         |
| 제10회 | 7월 18일 | 4.4%           | 5.1%         | 4.0%           | 4.9%         |
| 제11회 | 7월 19일 | 3.8%           | 4.2%         | 3.5%           | 3.7%         |
| 제12회 | 7월 19일 | 4.9%           | 5.4%         | 4.5%           | 4.8%         |
| 제13회 | 7월 25일 | 2.7%           | 2.8%         | 2.3%           | 2.4%         |
| 제14회 | 7월 25일 | 3.1%           | 3.3%         | 2.7%           | 2.9%         |
| 제15회 | 7월 26일 | 3.5%           | 3.9%         | 3.1%           | 3.7%         |
| 제16회 | 7월 26일 | 4.4%           | 4.8%         | 4.0%           | 4.6%         |
| 제17회 | 8월 1일  | 3.3%           | 3.6%         | 3.0%           | 3.2%         |
| 제18회 | 8월 1일  | 3.6%           | 3.9%         | 3.2%           | 3.5%         |
| 제19회 | 8월 2일  | 3.0%           | 3.2%         | 2.6%           | 2.7%         |
| 제20회 | 8월 2일  | 3.5%           | 3.8%         | 3.1%           | 3.4%         |
| 제21회 | 8월 8일  | 3.4%           | 3.7%         | 3.0%           | 3.3%         |
| 제22회 | 8월 8일  | 3.8%           | 4.1%         | 3.4%           | 3.7%         |
| 제23회 | 8월 9일  | 2.9%           | 3.0%         | 2.5%           | 2.6%         |
| 제24회 | 8월 9일  | 3.6%           | 3.7%         | 3.2%           | 3.3%         |
| 제25회 | 8월 15일 | 2.1%           | 2.2%         | 1.7%           | 1.8%         |
| 제26회 | 8월 15일 | 3.7%           | 3.9%         | 3.3%           | 3.7%         |
| 제27회 | 8월 16일 | 2.8%           | 3.0%         | 2.4%           | 2.6%         |
| 제28회 | 8월 16일 | 3.0%           | 3.1%         | 2.7%           | 3.0%         |
| 제29회 | 8월 22일 | 3.1%           | 3.4%         | 2.7%           | 3.2%         |
| 제30회 | 8월 22일 | 3.6%           | 3.8%         | 3.2%           | 3.4%         |
| 제31회 | 8월 29일 | 3.3%           | 3.5%         | 2.9%           | 3.0%         |
| 제32회 | 8월 29일 | 3.4%           | 3.6%         | 3.0%           | 3.1%         |

## 결방 사유 및 편성 변경
- 2018년 8월 15일 : 2018년 아시안 게임 축구 남자 E조 대한민국 VS 바레인 중계방송으로 인해 밤 10시 30분으로 편성 변경. (25회, 26회)
- 2018년 8월 23일 : 2018년 아시안 게임 중계방송으로 인해 결방.

## 동시간대 드라마
- MBC 수목 미니시리즈

《이리와 안아줘》 (2018년 5월 16일 ~ 2018년 7월 19일)
《시간》 (2018년 7월 25일 ~ 2018년 9월 19일)
- SBS 드라마 스페셜

《훈남정음》 (2018년 5월 23일 ~ 2018년 7월 19일)
《친애하는 판사님께》 (2018년 7월 25일 ~ 2018년 9월 25일)

## 같이 보기
- 대한민국의 텔레비전 드라마 목록 (ㄷ)
- 2018년 대한민국의 텔레비전 드라마 목록
- 웹툰을 원작으로 삼은 드라마 목록